# 如如哥
如如哥（約1820年—？），本名不詳，福建福州人，清代末年武術家，曾向琉球國武術家東恩納寬量（慎善熙）和仲井間憲里（衛克達）傳授武藝。由於琉球傳統武術多靠口耳相傳，且有關其本名及身份的少量文字記載已於二戰沖繩島戰役中散佚，因此現時有多種不同說法，例如謝崇祥、劉龍（劉龍公）、劉良興、鄭禮等，亦有指ルールーコウ本身只是個用作掩飾真實身份的化名。

## 身份之謎

### 「如如哥」即謝崇祥說
如如哥即謝崇祥一說之根據主要來自謝崇祥之小名「如如」，及其所屬的鳴鶴拳套路與東恩納寬量的剛柔流空手道相似，福州市地方志编委会幹部林伟功亦採此說，並撰寫《日本冲绳刚柔流空手道宗师东恩纳宽量之中国师傅ルールーコ小考》（又名《造就日本冲绳刚柔流空手道宗师东恩纳宽量之中国师傅“ル—ル—コ”即福州技击名家——谢如如》一文，此說亦得到琉球空手家、沖繩剛柔流泊手空手道協會會長渡嘉敷唯賢（貝氏）支持。而近年支持此說者於福建興建不少顯彰碑指謝崇祥即如如哥。
此說認為「如如哥」之名源自謝崇祥之小名「如如」，而謝崇祥年紀又較東恩納寬量稍大，故稱呼他為「如如哥」。林偉功認為這種稱呼符合福州对年轻人常舍去姓而尊称某某哥。有一句當時的福州俗語「脚真快ル—ル」在琉球流傳至今，「如如」在當時北京官話的讀音亦接近琉球語「ルールー」，林偉功誤以為東恩納寬量不懂漢語，認為可能曾將如如兩字向琉球館懂官話的人請教。而實際上東恩納寬量出身琉球國士族那霸慎氏，而琉球國士族均有學習漢語（帶福州口音的北京官話）及漢文，且東恩納寬量曾任存留通事（現地翻譯官），精通北京官話，也可能把「如如」唸成「ルールー」。
此外空手道的不少基本功和動作名稱跟白鶴拳相似，而发音却近似福州话，诸如三战，十三步摇等。而一些看过冲绳刚泊会会长和副会长表演刚柔空手道的老拳师孙崇雄、余宝炎、李应坚等均认為此拳术與鸣鹤拳近似，並認為东恩纳宽量来学之時正是謝崇祥创成白鶴拳之时，以此断定東恩納寬量的师传渊源是謝崇祥。

### 「如如哥」非謝崇祥說
然而，無論琉球還是中國方面均有不少人認為如如哥並非謝崇祥，而是另有其人。他們認為根據東恩納寬量的描述，如如哥的年齡和身材與謝崇祥不符，而且在收東恩納寬量為徒之前十多年已經向仲井間憲里傳授武藝，當時謝崇祥還是個小孩，不可能是仲井間憲里的師父。據東恩納寬量本人所述，他到福州拜如如哥為師，當時的如如哥年約四十多歲，高約六尺（約1.80米），而當時東恩納寬量返回琉球，是因為師父年老，且當時中國局勢不穩，恐有戰亂，於是命他返回琉球。而謝崇祥只是比東恩納寬量大一歲，且身材矮小（約1.55米），無論年齡抑或外型均不符合描述。而早於東恩納寬量幼年時，如如哥已傳授武術予仲井間憲里，當時謝崇祥仍為幼童，不可能傳授他人武術。1915年東恩納寬量派弟子宮城長順到福州去尋找如如哥，到達後卻得知如如哥早已逝世；而當時謝崇祥仍在世，直至1930年才逝世，兩者並不相符。
亦有人認為「如如哥」這個稱謂並不符合福州人稱呼謝崇祥的習慣，福州人稱呼他人時不會在疊字後加上尊稱，加尊稱時只称单字，而當地人只會稱謝崇祥為「如哥」、“如司（師）”等，不會称“如如哥”、“如如司（師）”，故認為「如如哥」或「ルールーコウ」所指並非謝崇祥。而「脚真快ル—ル」這句話若前半部為福州話，後半部為北京官話，亦不合常理。
至於剛柔流空手道之拳論、拳名均與鶴鳴拳雷同，則是因為福建傳統南拳都是以“三战”为基础，非鸣鹤拳独有。兩者實際內容亦大不相同，不能因為基本功與動作名稱近似就斷定剛柔流空手道必定源自鶴鳴拳。
此外，曾拜如如哥為師的仲井間憲里之孫仲井間憲孝（衛芳德）創立流派「劉衛流」，名稱源自祖師的姓氏「劉」和自己的姓氏「衛」，由此推斷如如公本姓劉，而劉衛流的文獻把ルールーコウ的漢字記作[[劉龍公，其真實姓名可能是劉龍公或劉龍。而宮里榮一則把ルールーコウ推論為劉良興。
對於如如哥的真實姓名和身份尚有其他說法，如金城昭夫認為他是永春白鶴拳的鄭禮（尊稱鄭禮公）。也有人從當時歷史背景推斷「如如哥」只是個掩飾身份的化名，當時太平天國起事失敗，清廷大舉追殺福建的反清人士，不少人四處逃亡或改名換姓避難，如如哥亦可能因此隱姓埋名逃避追捕，甚至其弟子也未必知道其真實姓名。
綜合以上說法，如如哥即謝崇祥一說並不可靠，其真實姓名及身份仍有待考證。

## 2022-12-11 1:12:31 UTC+0: 完成 72 條目
修正維基語法 2: 修正不正確的 HTML tag 如 </br> → <br />
完成 72 條目，58 條目未作變更。共費時 5分。
- 首先使用 1秒 以取得 72 個頁面內容。

1. 碘 隔 35秒，1:7:53  完成
2. 何明華會督銀禧中學 隔 3秒，1:7:56  完成
3. 花旗（台灣）商業銀行 隔 35秒，1:8:31  完成
4. 王建民 (棒球運動員) 隔 6秒，1:8:37  完成
5. 飛虎 (無綫電視劇) 隔 2分，1:10:7  完成
6. 磷酸亚铁 隔 25秒，1:10:31  完成
7. 何啟華 隔 1分，1:11:33  完成
8. 佐野勇斗 隔 19秒，1:11:52  完成
9. 張馳豪 隔 5秒，1:11:57  完成
10. 2022年地震列表 隔 7秒，1:12:4  完成
11. 黃奕斌 隔 3秒，1:12:7  完成
12. 2022年中国足球超级联赛赛程 隔 7秒，1:12:13  完成
13. 馬拉美的星期二 隔 3秒，1:12:16  完成
14. 咸陽呂氏 隔 10秒，1:12:26  完成